# سر الأسرار

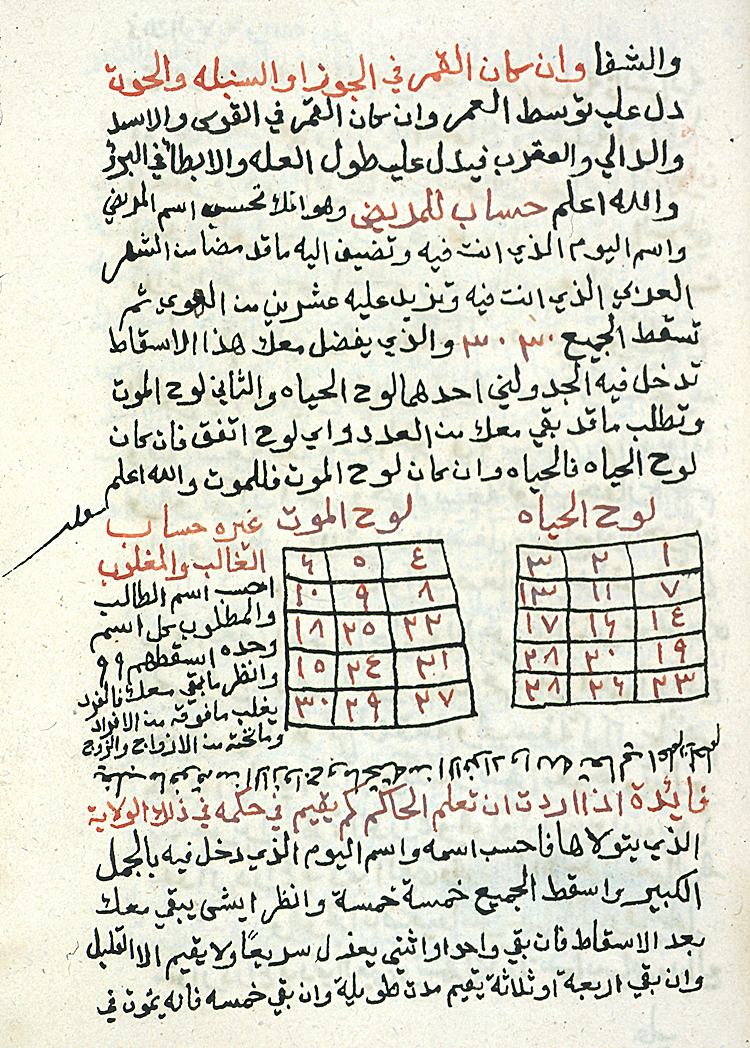
صفحة من نسخة مخطوطة لـ «سر الأسرار».

سر الأسرار والتي تعرف أيضا باسم السياسة والفراسة في تدبير الرئاسة، كتاب منحول على أرسطو طاليس.
الكتاب يشتمل على مزيج من القصص وبعض القواعد في السياسة وفي الصحة والتغذية، وقيل أن أرسطو أرسل الكتاب إلى الإسكندر المقدوني. نقله إلى العربي يحيى بن البطريق. ومن ثم نقل الكتاب إلى اللاتينية في القرن الثالث عشر الميلادي وأكتسبت شهرة واسعة في أوروبة.
وقد حقق ونشر الكتاب عبد الرحمن بدوي سنة ١٩٥٤ م.